# Paraleloedru
În geometrie un paraleloedru este un poliedru care poate umple spațiul euclidian tridimensional cu un fagure cu copii ale sale translate, fără a necesita și rotire. Există cinci tipuri de paraleloedru, identificate pentru prima dată de Evgraf Fiodorov în 1885 în studiile sale despre sistemele cristalografice: cubul, prisma hexagonală, dodecaedrul rombic, dodecaedrul rombohexagonal și octaedrul trunchiat.

## Clasificare
Orice paraleloedru este un zonoedru, construit ca sumă Minkowski⁠(d) a între trei și șase segmente. Fiecare dintre aceste segmente poate avea ca lungime orice număr real pozitiv, iar fiecare latură a unui paraleloedru este paralelă cu unul dintre aceste segmente generatoare și are aceeași lungime cu el. Dacă lungimea unui segment dintr-un paraleloedru generat din patru sau mai multe segmente este zero, rezultatul este că poliedrul degenerează la o formă mai simplă, un paraleloedru format dintr-un segment mai puțin. Ca zonoedre, aceste forme au automat simetrie față de centru Ci de ordinul 2, dar sunt posibile simetrii suplimentare cu o alegere adecvată a segmentelor generatoare.
Cele cinci tipuri de paraleloedre sunt:
- Paralelipipedul, generat din trei segmente care nu sunt toate paralele cu un plan comun. Forma sa cea mai simetrică este cubul, generat de trei segmente perpendiculare având aceeași lungime.
- Prisma hexagonală, generată din patru segmente, trei dintre ele paralele cu un plan comun și al patrulea nu. Forma sa cea mai simetrică este prisma dreaptă cu baza un hexagon regulat.
- Dodecaedrul rombic, generat din patru segmente, dintre care două nu sunt paralele cu un plan comun. Forma sa cea mai simetrică este generată de cele patru diagonale lungi ale unui cub.
- Dodecaedrul rombohexagonal, generat din cinci segmente, dintre care unul este paralel cu un plan care conține două perechi disjuncte dintre celelalte patru segmente. Poate fi generat folosind ca generatoare o latură a cubului și cele patru diagonale lungi ale acestuia.
- Octaedrul trunchiat, generat din șase segmente, cu patru seturi de câte trei segmente coplanare. Poate fi încorporat în spațiul cvadridimensional ca 4-permutaedru, ale cărui vârfuri sunt toate permutări ale etichetelor (1,2,3,4). În spațiul tridimensional forma sa cea mai simetrică este generată din șase segmente paralele cu diagonalele fețelor unui cub.

Orice zonoedru ale cărui fețe au aceeași structură combinatorică ca una dintre aceste cinci forme este un paraleloedru, indiferent de unghiurile sau lungimile laturilor sale. De exemplu, orice transformare afină⁠(d) a unui paraleloedru va produce un alt paraleloedru de același tip.
| Nume                                       | Cub (paralelipiped) | Prismă hexagonală Cub alungit | Dodecaedru rombic    | Dodecaedru rombohexagonal  | Octaedru trunchiat  |
| ------------------------------------------ | ------------------- | ----------------------------- | -------------------- | -------------------------- | ------------------- |
| Imagini (culorile arată laturile paralele) |                     |                               |                      |                            |                     |
| Numărul generatorilor                      | 3                   | 4                             | 4                    | 5                          | 6                   |
| Vârfuri                                    | 8                   | 12                            | 14                   | 18                         | 24                  |
| Laturi                                     | 12                  | 18                            | 24                   | 28                         | 36                  |
| Fețe                                       | 6                   | 8                             | 12                   | 12                         | 14                  |
| Fagure                                     |                     |                               |                      |                            |                     |
| Denumire fagure, Diagramă Coxeter          | Cubic ·             | Prismatic hexagonal ·         | Dodecaedric rombic · | Dodecaedric rombohexagonal | Cubic bitrunchiat · |

## Simetrii
Atunci când sunt subdivizate în funcție de grupurile lor de simetrie, există 22 de forme ale paraleloedrelor. Pentru fiecare formă, centrele copiilor ei din fagure formează punctele uneia dintre cele 14 rețele Bravais. Deoarece există mai puține rețele Bravais decât forme simetrice de paraleloedre, unele perechi de paraleloedre au aceeași rețea Bravais.
Prin plasarea unui capăt al fiecărui segment generator al unui paraleloedru în originea spațiului tridimensional, generatorii pot fi reprezentați ca vectori tridimensionali, definiți de pozițiile capetelor lor. Pentru această plasare a segmentelor, un vârf al paraleloedrului va fi el însuși în origine, iar restul va fi în poziții date de sumele anumitor submulțimi ale acestor vectori. Un paraleloedru cu vectori g poate fi astfel parametrizat prin coordonate 3g, câte trei pentru fiecare vector, dar numai unele dintre aceste combinații sunt valide (din cauza cerinței ca anumite triplete de segmente să se afle în plane paralele, sau că anumite triplete de vectori sunt coplanare) și diferite combinații pot duce la paraleloedre care diferă doar printr-o rotație, scalare sau, mai general, printr-o transformare afină. Când se consideră transformările afine, numărul de parametri liberi care descriu forma unui paraleloedru este 0 pentru un paralelipiped (toate paralelipipedele sunt echivalente între ele în cadrul transformărilor afine), 2 pentru o prismă hexagonală, 3 pentru un dodecaedru rombic, 4 pentru un dodecaedru rombohexagonal și 5 pentru un octaedru trunchiat.

## Istoric
Clasificarea paraleloedrelor în cinci tipuri a fost făcută pentru prima dată de cristalograful rus Evgraf Fedorov, în capitolul 13 al unei cărți în limba rusă publicată pentru prima dată în 1885. O parte din matematica din această carte este defectuoasă; de exemplu, cuprinde o demonstrație incorectă a unei leme care afirmă că fiecare pavare monoedrică a planului este în cele din urmă periodică, problemă încă nerezolvată, cunoscută drept problema ein Stein⁠(d). În cazul paraleloedrelor, Fedorov a presupus fără demonstrație că orice paraleloedru are simetrie față de centru și a folosit această presupunere pentru a-și demonstra clasificarea. Clasificarea paraleloedrelor a fost ulterior plasată pe o bază mai fermă de către Hermann Minkowski, care a folosit [[:problema Minkowski pentru politopuri|teorema de unicitate pentru poliedre cu fețe ale căror normale și arii sunt date]]⁠(d) pentru a demonstra că paraleloedrele au simetrie față de centru.

## Forme înrudite
În bidimensional, figura analogă cu un paraleloedru este un paralelogon, un poligon care poate pava planul prin translație. Acestea sunt paralelograme și hexagoane cu laturile opuse paralele și de lungime egală.
În dimensiuni superioare, un paraleloedru este numit paralelotop. Există 52 de paralelotopuri cvadridimensionale diferite, enumerate mai întâi de Boris Delaunay (cu un paralelotop lipsă, descoperit ulterior de Mihail Ștogrin), și 103769 tipuri în spațiul cu cinci dimensiuni. Spre deosebire de cazul tridimensional, nu toate sunt zonotopuri. 17 dintre paralelotopurile cvadridimensionale sunt zonotopuri, unul este 24-celule regulat, iar restul de 34 dintre aceste forme sunt sume Minkowski de zonotopuri cu 24 celule. Un paralelotop d-dimensional poate avea cel mult 2d−2 fațete, acest maxim fiind atins de permutoedru.